# Reformierte Kirche Jenisberg

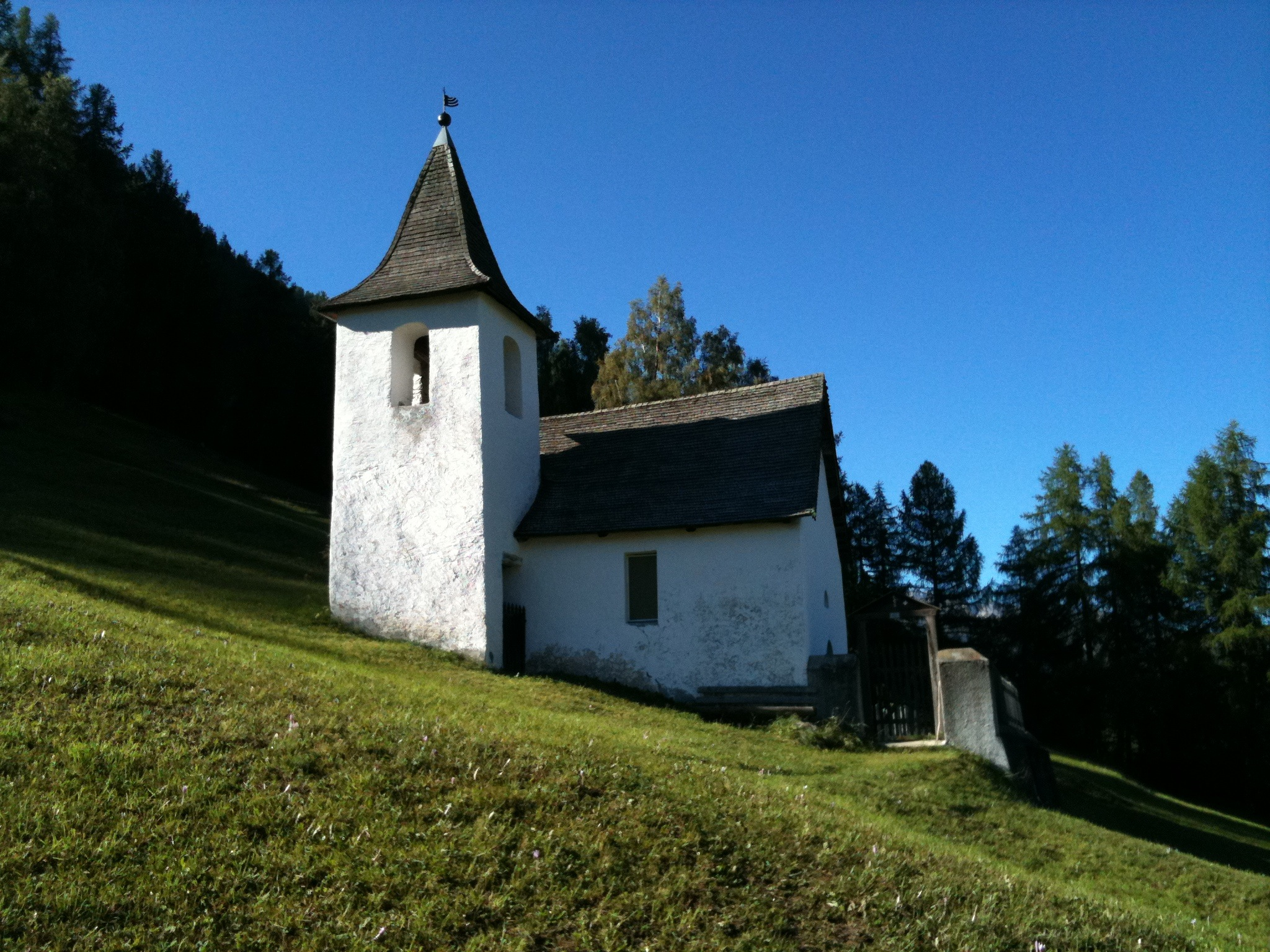
Aussenansicht

Die reformierte Kirche in Jenisberg über dem Landwassertal ist ein evangelisch-reformiertes Gotteshaus unter dem Denkmalschutz des Kantons Graubünden. Die Kirche fasst nur wenige dutzend Personen und ist, obschon als Predigtkirche konzipiert, eines der kleinsten Sakralgebäude Graubündens. An die Kirche, die oberhalb der Walsersiedlung in Hanglage steht, legt sich ein Friedhof an.

## Ausstattung
Der Turm mit einstöckiger, vierseitig offener Glockenstube ist von einem unten abgeflachten Zelt-, das Kirchenschiff von einem Giebeldach bedeckt.
Das Kircheninnere, in dem der Raum sich zum dreiseitig geschlossenen Chor hin auffallend stark und asymmetrisch verengt, wird dominiert von einer hohen schalldeckellosen Kanzel und einem zentralen Tauftisch, auf dem nach reformiertem Bündner Brauch auch das Abendmahl gefeiert wird.

## Kirchliche Organisation
Die Evangelisch-reformierte Landeskirche Graubünden führt die Kirche in Jenisberg als Teil der Kirchgemeinde Val d’Alvra.

## Galerie

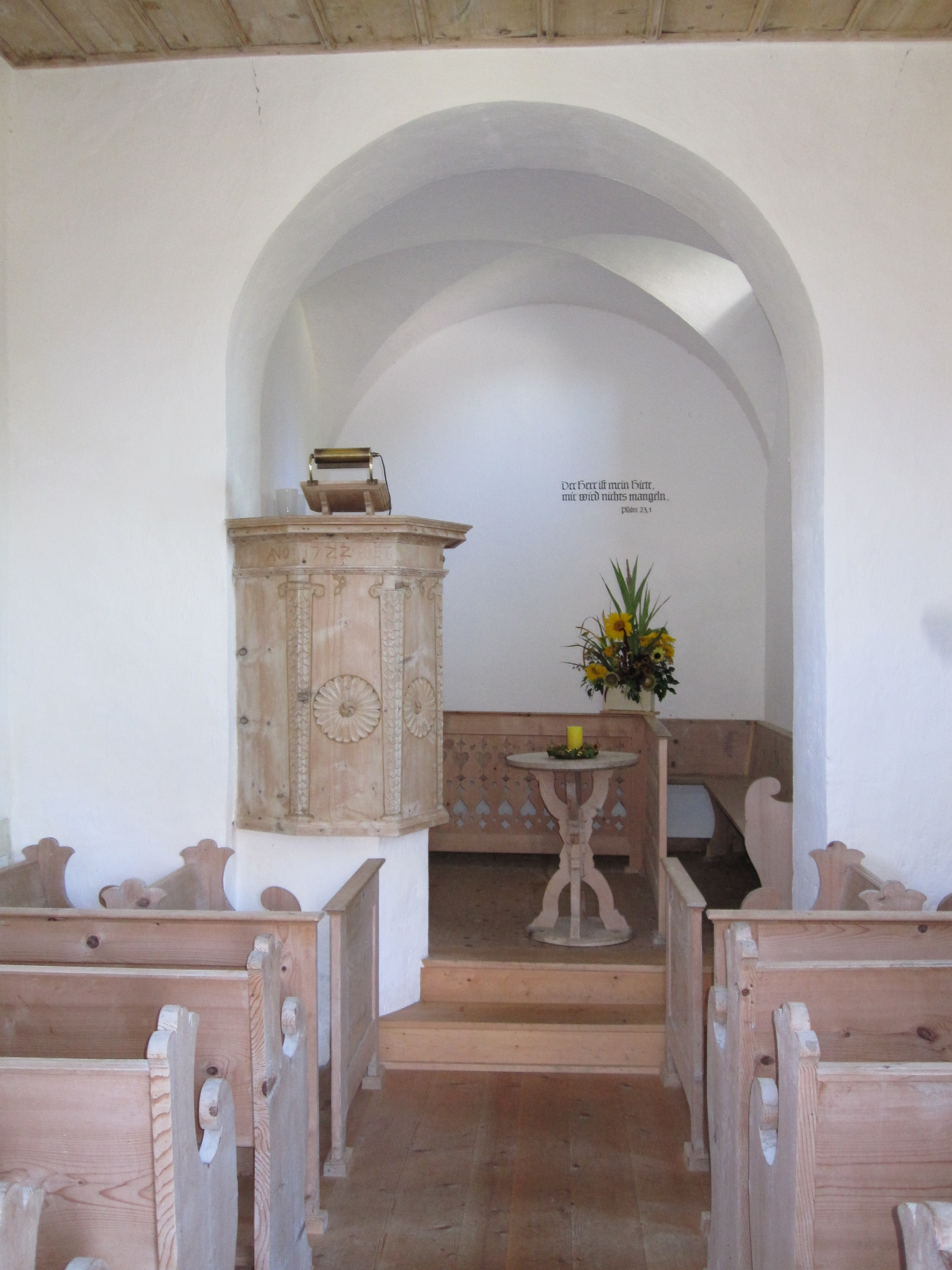
Innenansicht
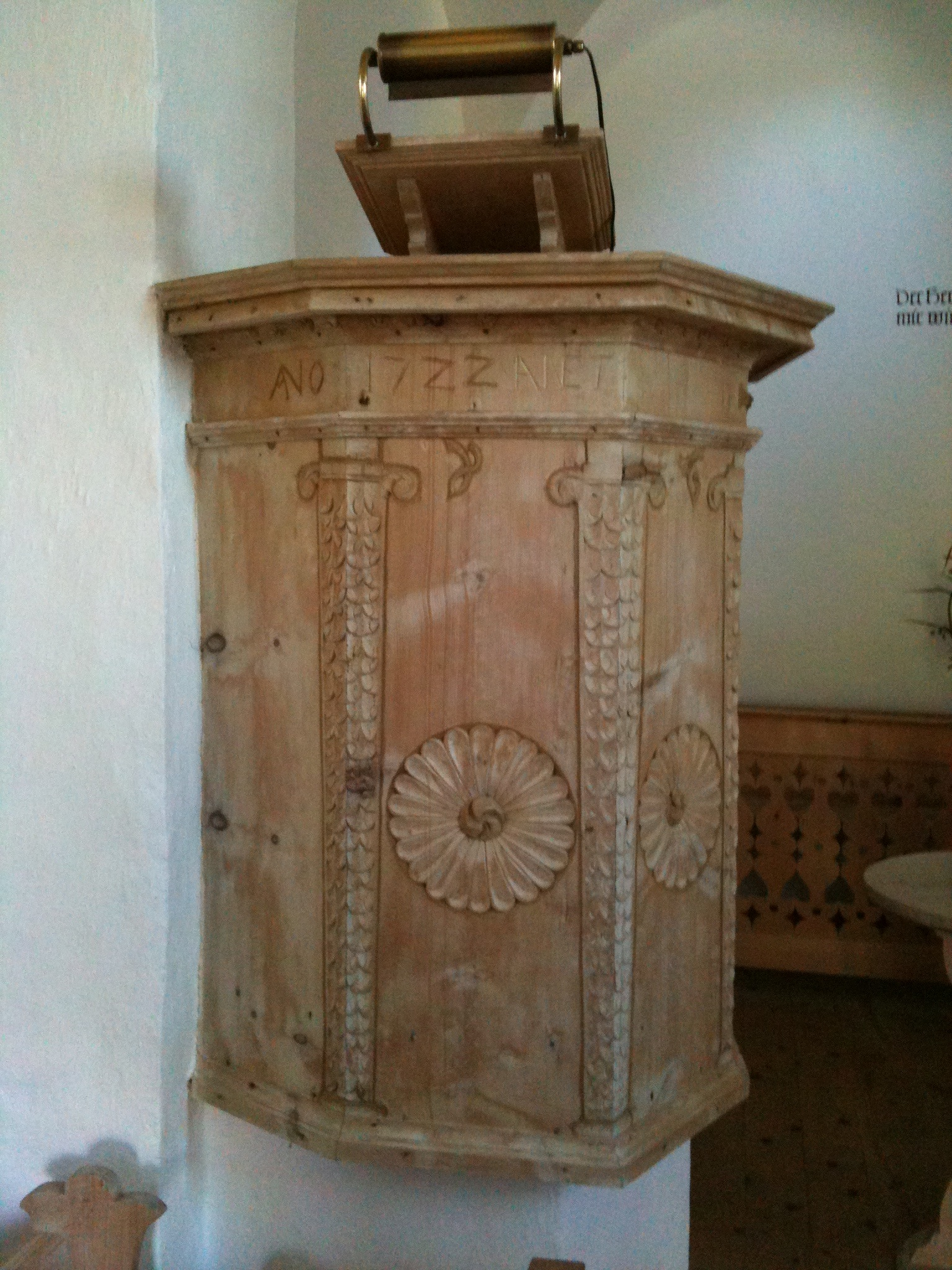
Kanzel von 1722
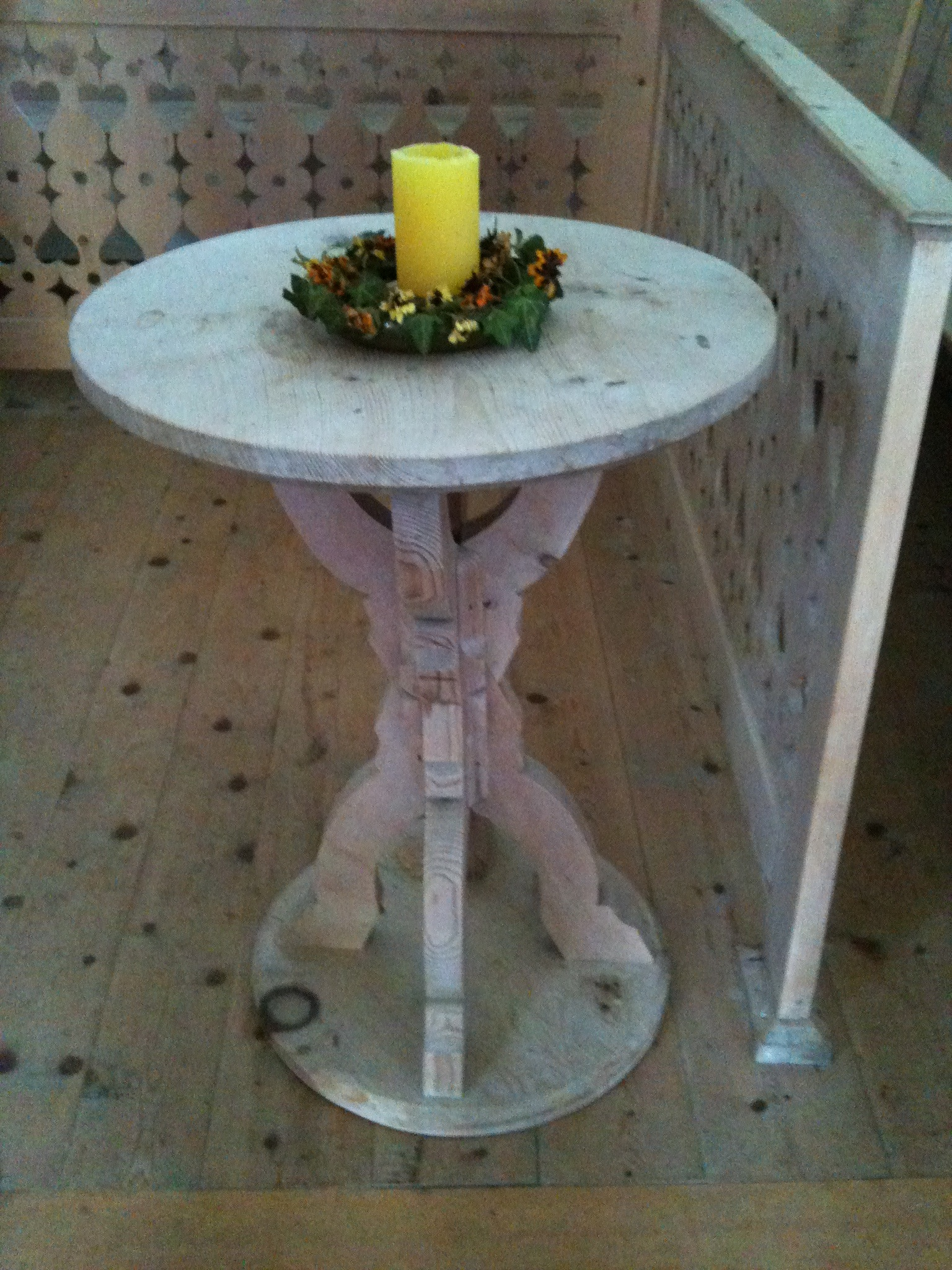
Tauf- und Abendmahlstisch
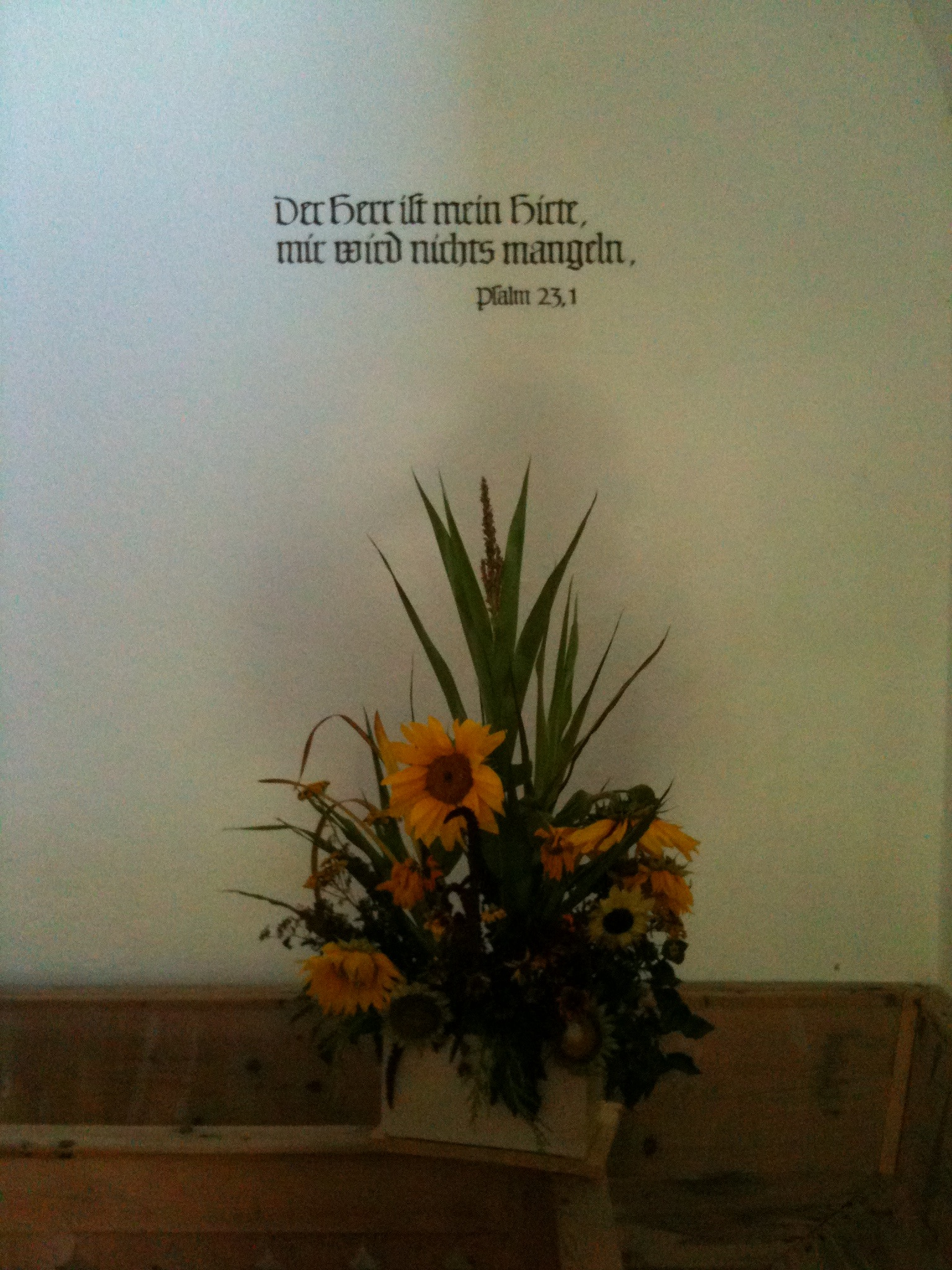
Der erste Vers des 23. Psalms als Wandinschrift im Chor
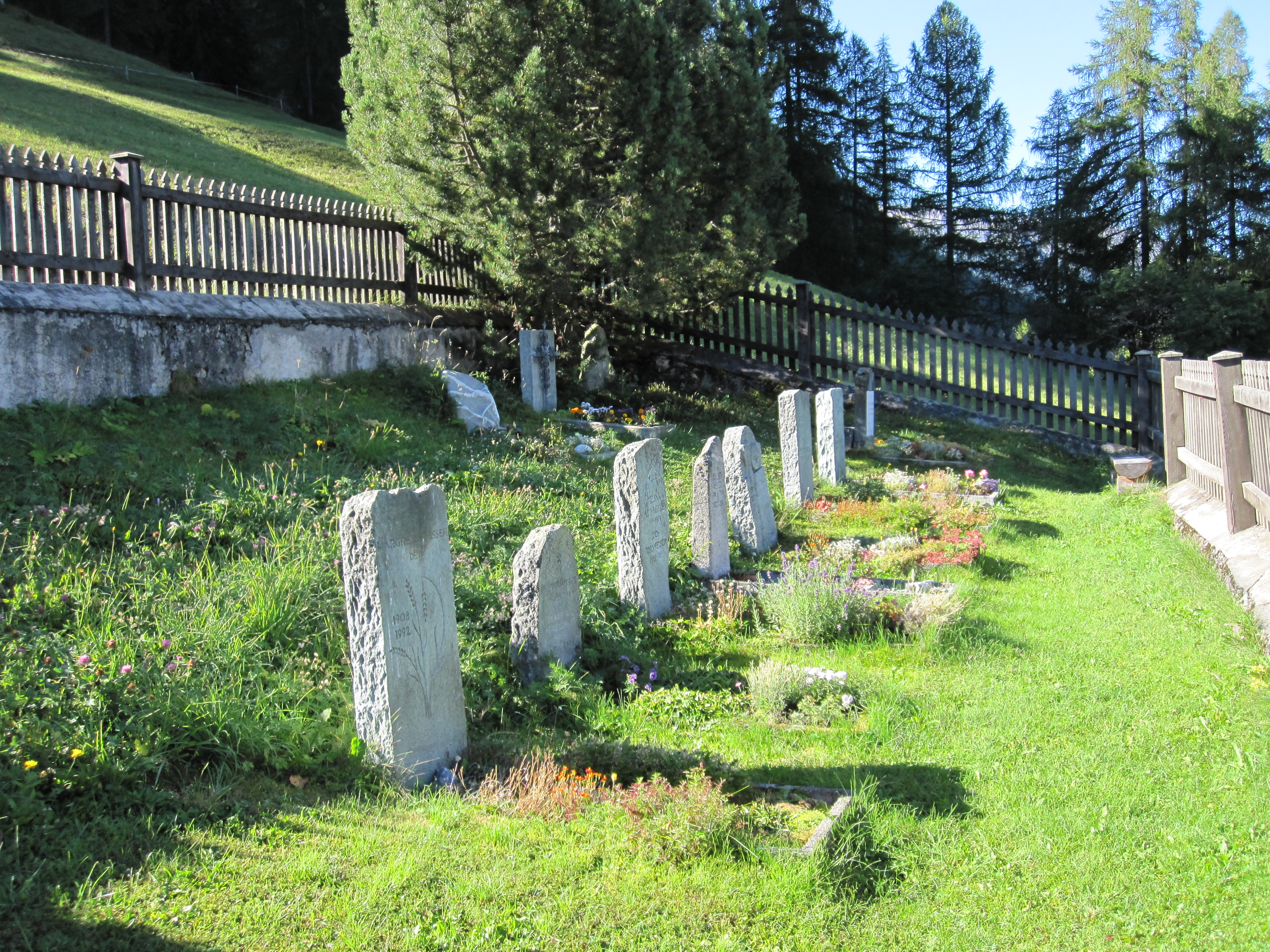
Kirchfriedhof